# 彩園路
彩園路（英語：Choi Yuen Road）是北區的一條道路，西北－東南雙向行駛。
彩園路由在彩順街開始，與寶石湖路交界，在近百和路的迴旋處結束。

## 衍生問題
近年，彩園路在晉科中心至上水火車站的一段經常有水貨客霸佔旁邊的行人路及單車徑拆貨及打包，然後搭乘港鐵前往中國大陸，情況十分猖獗，到了2012年，水貨賣買情況變本加厲，引起北區居民嚴重不滿，有網民在2012年9月及10月發起「光復上水站」活動，到上水站C出口外面（即在此道路的出口）及水貨攜帶者的集散範圍示威。